# Salvador Jiménez Marfil
Salvador Jiménez Marfil, més conegut com a Ador, és un futbolista andalús. Va nàixer a Màlaga el 2 de setembre de 1985. Ocupa la posició de davanter.

## Trajectòria
Sorgeix del planter del Màlaga CF. A la campanya 02/03 debuta amb el primer equip a la màxima categoria, tot jugant un encontre. Eixe any el filial mal·lacità ascendeix a Segona, on roman tres temporades. El davanter va de menys a més, tot i que no arriba a fer-se un lloc titular. Mentre, hi jugaria sis partits més amb el primer equip, dos la temporada 05/06 i quatre a la següent.
A manca d'oportunitats, a l'estiu del 2007 recala a la Lorca Deportiva, de Segona B. El 2008 marxa a la lliga grega per jugar amb l'AO Agrotikos i a l'any següent retorna a Andalusia, per militar a l'Antequera CF.